# 马丁娜·埃特尔-伦茨
马丁娜·埃特尔-伦茨（德語：Martina Ertl-Renz，1973年9月12日—），德国女子高山滑雪运动员。她曾代表德国参加1992年、1994年、1998年、2002年和2006年冬季奥林匹克运动会高山滑雪比赛，获得二枚银牌和一枚铜牌。